# Willy Ziegler (SA-Mitglied)

Willy Ziegler, Porträtfoto aus dem Reichstags-Handbuch 1938

Willy Ziegler (* 31. Juli 1899 in Epfenbach; † 19. Januar 1942 in Orjol) war ein deutscher Politiker (NSDAP) und SA-Führer.

## Leben und Wirken
Nach dem Besuch der Volksschule und der Gewerbeschule in Heidelberg nahm Ziegler mit dem Infanterie-Regiment „Markgraf Ludwig Wilhelm“ (3. Badisches) Nr. 111 am Ersten Weltkrieg teil. Er kehrte schwer verwundet (30 % kriegsbeschädigt) zurück.
Von 1920 bis 1932 war Ziegler Orthopädiemechaniker in den Klinikwerkstätten der Professoren Vulpius und Görres in Heidelberg. Von 1925 bis 1927 war er Mitglied im Stahlhelm, Bund der Frontsoldaten.
In den 1920er Jahren trat Ziegler in die NSDAP ein. Im Oktober 1930 wurde er Mitglied des Heidelberger Stadtrats. Von Juli 1932 bis zu seinem Tod 1942 saß er für seine Partei als Abgeordneter im Deutschen Reichstag, in dem er den Wahlkreis 32 (Baden) vertrat. Als Abgeordneter stimmte er unter anderem für das Ermächtigungsgesetz vom März 1933, das die NS-Diktatur juristisch begründete.
In der Sturmabteilung (SA), in die Ziegler 1927 eingetreten war, wurde er zum Führer der Standarte 110 (1. Mai 1931) und zum Führer der SA-Brigade 53 (Schwarzwald-Nord) ernannt.
Am 1. August 1937 wurde Ziegler von Hermann Göring in seiner Eigenschaft als Beauftragter für den Vierjahresplan zum Reichskommissar für Altmaterialverwendung ernannt.
Ziegler starb 1942 als Soldat der Wehrmacht in Orjol im besetzten Teil der Sowjetunion (heute Russland).